# Krippersberg
Krippersberg ist ein Ortsteil der Oberpfälzer Gemeinde Wolfsegg im Landkreis Regensburg von Bayern; die Einöde liegt etwa 2,2 km nordwestlich des Ortes Wolfsegg.

## Geschichte

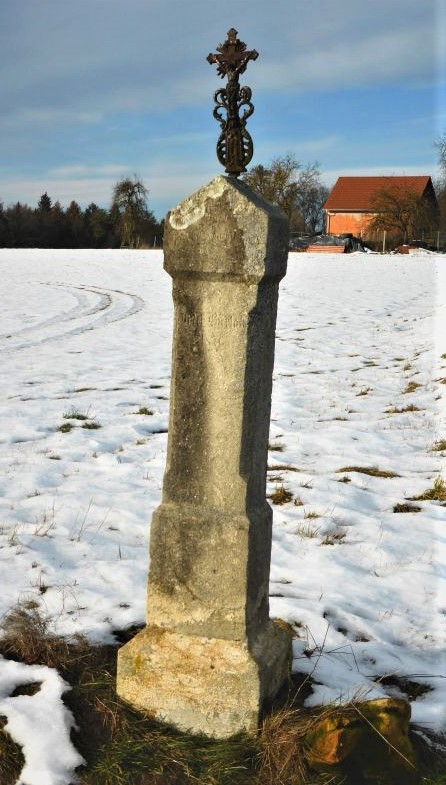
Krippersberger Marterl

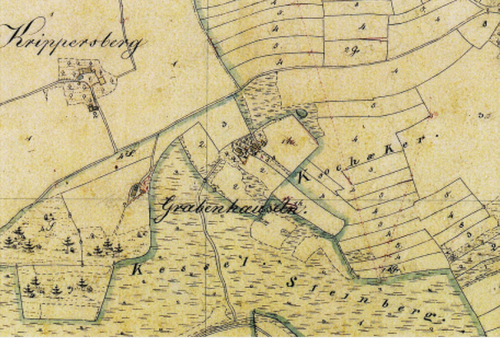
Krippersberg und Grabenhäuser auf dem Urkataster von Bayern

Die Einöde Krippersberg wird erstmals 1372 erwähnt, als Georg dem Au, aus dem Regensburger Geschlecht der Auer zu Brennberg, den Bauernhof dem Kloster Pielenhofen als Stiftung übergab. Nach der Einführung der Reformation durch Herzog Ottheinrich wurde 1543 das Kloster aufgehoben und der Hof musste an das herzogliche Kastenamt zu Lengenfeld zinsen, war also landesherrlich geworden.
Im Liquidationsprotokoll von 1832 wird ein zum Hof gehörender Steinbruch erwähnt, von dem keine Abgaben zu zahlen waren. Bis 1936 lag hier auch noch ein halbmondförmiger Teich, in dem Fische gezüchtet und im Winter Eisstock geschossen wurde. Das mit den Fischen war nicht so erfolgreich, da die Leute aus Wolfsegg und Kleinduggendorf herkamen, um die Fische wegen Hungers zu entwenden. Für den Bau des Kirchturms der Christkönigkirche von 1935/36 wurde von dem Bürgermeister ein hier befindlicher Steinwall erbeten, dafür wurde Erde hierher geführt und der Teich zugeschüttet. Heute sieht man bei starkem Regen nur mehr eine feuchte Stelle.
Der Steinbruch ist in der Zwischenzeit aufgelassen und stark überwuchert. Er ist aber als Geotop ausgewiesen (Geotop-Nummer: 375A020, s. Kap. 2).
Krippersberg besteht heute noch aus einem Bauernhof (Hausname „Pfaffelbauer“), der von der Familie Pilz bewirtschaftet wird. 1908 wohnten hier 10 Personen, 1964 befanden sich hier 7 Einwohner und 2014 lebten hier 2 Personen.